# 陳姿言
陳姿言（Paris，3月8日—），香港女歌手，郭富城的师妹。

## 音乐

### 单曲
- 爱(微电影《我的女友叫小薇4》主题曲）（与徐林合唱）
- 幻想天使
- 到此一游

## 曾獲重要獎項
- 2012年：
  - 2012年度新城國語力頒獎禮 - 新城國語新勢力歌手

## 电影
- 《幸福》

### 微电影
- 2011年12月25日：《我的女友叫小薇4》
- 2012年8月8日：《转爱》

## 广告代言
- DR
- 仙踪林

## 个人资料
- 姓名：陈姿言
- 出生日期：3月8日
- 体重：48kg
- 身高：163cm
- 祖籍：广东省汕头市
- 星座：双鱼座
- 嗜好：唱歌、跳舞、弹钢琴
- 喜爱的音乐：Pop & Rock
- 喜爱的歌手：萧亚轩 容祖儿
- 喜欢的演员：张曼玉
- 语言：粤语、普通话、英语、潮州话
- 喜爱的电影：Amelice、心动、天使爱美丽、我的兄弟姊妹
- 喜欢的卡通：大口仔
- 喜爱的食物：日本菜、潮菜
- 喜爱的运动： 慢跑